# مركز زها الثقافي
مركز زها الثقافي مركز متخصص لتنمیة ثقافة الطفل مع حدیقة للأطفال يقع غرب العاصمة عمان في الأردن. قامت بتأسيسه سيدة الأعمال زها منكو. يتكون المشروع من مجموعة من المباني مع حدیقة للأطفال وصمم بحیث یتلاءم مع ذوي الاحتیاجات الخاصة. قامت الملكة نور الحسین بافتتاحه في شھر يناير عام 1998. يشرف على المركز مجلس إشرافي تترأسه الأميرة عالية الطباع بالإضافة إلى أعضاء من مؤسسة زها للطفولة وأمانة عمان. يرأس المركز حاليا السيدة رانيا صبيح.
يحتوي المركز على مكتبة شاملة للأطفال لرفد ثقافة الطفل بالمعارف، وملاعب ریاضیة مع ساحات اّمنة للعب الأطفال، وأماكن ملائمة لاجراء المسابقات الثقافیة والریاضیة والفنیة، وتم تزوید المركز بعدد من أجھزة الكمبیوتر التي تضم شبكة تحتوي على برامج تعلیمیة وترفیھیة مربوطة مع الإنترنت، وقاعة عرض سینمائي وللنشاطات تقدم فیھا المحاضرات والمعارض والعروض المسرحیة وعروض الأفلام والدورات التدریبیة، وملاعب رملیة وملاعب ریاضیة، وساحات للتنزه، وكفتیریا.